# 丙寅教獄

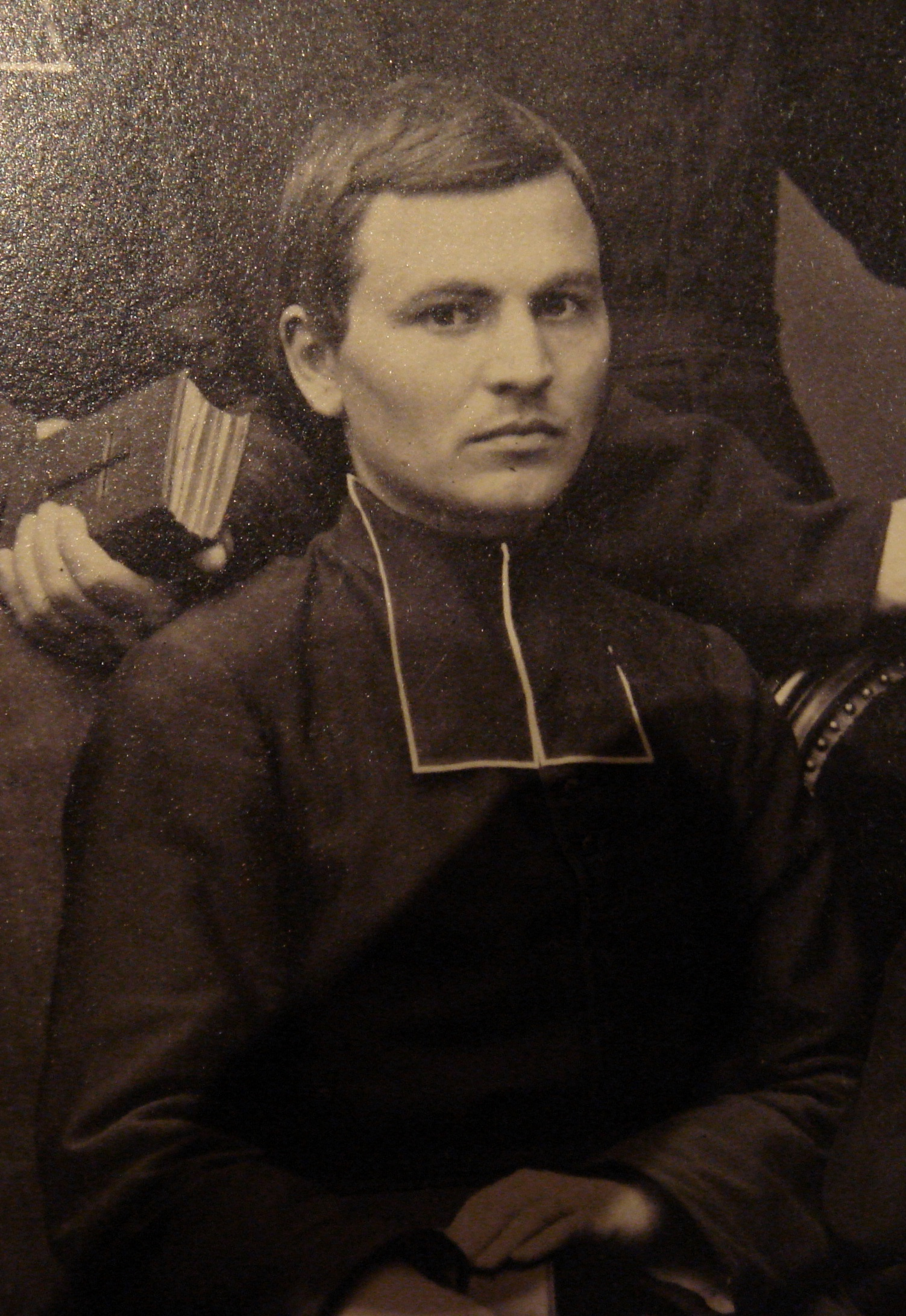
殉教した宣教師ピエール＝アンリ・ドリー

丙寅教獄（へいいんきょうごく、朝鮮語: 병인사옥）とは、李氏朝鮮王朝が1866年3月に起こした朝鮮におけるキリスト教徒大量虐殺事件。キリスト教徒の弾圧事件として最大規模であり、1万人以上が犠牲になった。発端は南下するロシア）に対抗する3国同盟（朝鮮、フランス、イギリス）を結んで朝鮮開国を主張するキリスト教徒朝鮮人など国内のキリスト教の影響力が高まっていたが、興宣大院君は鎖国強化するために起こした。朝鮮王朝第26代王高宗の時代における「丙寅迫害」と呼ばれる大規模なカトリック信者の迫害全体を指す言葉には、他にも天主教大弾圧、丙寅邪獄、丙寅教難がある。その中でも捕らえられた2000人以上のキリスト教徒が斬首され、また絶壁から落とされるという残酷に処刑された場所である切頭山が知られている。

## 概要
元々興宣大院君は妻がキリスト教徒だったため、当初はキリスト教に友好的だったとみなされていた。ロシアの南下政策によってロシアが李氏朝鮮に自国との通商を要求すると、朝鮮国内のキリスト教徒たちは興宣大院君に三国同盟（朝鮮、フランス、イギリス）を申し入れた。しかし、朝仏英の三国同盟計画は失敗すると、興宣大院君はキリスト教徒を擁護しているという非難を受けたことで、非難を終息するために起こしたのが丙寅教獄である。
1866年は朝鮮王朝第26代王に高宗がなって3年の時代であり、パリ外国宣教会から派遣され、李氏朝鮮に潜入して布教に当たっていたシメオン＝フランソワ・ベルヌー司教ほか9名のフランス宣教師、高宗の乳母（朴マルタ）を含んで、8,000名以上の信者を虐殺した。この大虐殺を直接指揮し捕盗大将李景夏は武勲で名を上げた。
フランスはこの事件へ抗議して、極東艦隊のほぼ全戦力となる軍艦7隻・兵力約1300名を派遣し、殺害に対する賠償、責任者の処罰、通商条約の締結などを要求して江華府の占領がなされた。大院君はこれらの要求を拒否し、撃退した。大院君は後に続いた欧米の軍撃退の成功により一層鎖国政策を強化し、1871年から「洋夷侵犯，非戦則和，主和売国」と刻まれた斥和碑を全国主要都市に建てた。

## 主な殉教者
- Bishop Siméon-François Berneux シメオン＝フランソワ・ベルヌー (1866年3月8日)
- Bishop Antoine Daveluy (同上)
- Just de Bretenières ジュスト・ド・ブルトニエール (同上)
- Louis Beaulieu (同上)
- Pierre Henri Dorié ピエール＝アンリ・ドリー (1866年3月30日)
- Pierre Aumaître (同上)
- Luc Martin Huin (同上)

## 殉教者の慰霊
現在、虐殺されたカトリック教徒達の為にソウル市麻浦区合井洞にある龍頭峰が切頭山聖地として整備され、追悼施設が作られている。1966年、丙寅迫害100周年を記念して切頭山殉教博物館と切頭山巡礼聖堂と共に記念館が着工され、翌年に完成。1972年には殉教者記念公園が造成された。後の1984年にはローマ教皇ヨハネ・パウロ2世、1985年にマザー・テレサが訪れている。

## その他の李氏朝鮮によるキリスト教弾圧
朝鮮王朝（1392年 - 1910年）は19世紀、キリスト教を禁じたが、宣教師は潜入、信者は絶えなかったので、何度か弾圧を行っている。
- 1801年 - 辛酉教獄（朝鮮語版、英語版）: 清国人宣教師周文謨・進士黄嗣永ほか300名あまりを処刑
- 1839年 - 己亥教獄（朝鮮語版） : フランス人宣教師ローラン＝マリ＝ジョゼフ・アンベールほか200名あまりを処刑
- 1846年 - 丙午教獄（朝鮮語版） : 金大建ほか20名あまりを処刑